# Paul F. Hoffman
Paul Felix Hoffman (* 21. März 1941 in Toronto, Ontario) ist ein kanadischer Geologe und emeritierter Professor der Harvard University.

## Biographie
Hoffman studierte Geologie an der McMaster University (Bachelorabschluss 1964) und der Johns Hopkins University, an der er 1970 promoviert wurde. Von 1969 bis 1992 war er Wissenschaftler im Geological Survey of Canada. Daneben unterrichtete er in Teilzeit an der University of California, Santa Barbara (1971/72), dem Caltech (1974/75), der University of Texas at Dallas (1978) und am Lamont-Doherty Earth Observatory der Columbia University (1990). 1992 wurde er Professor an der University of Victoria (wo er später noch Adjunct Professor war) und ab 1994 an der Harvard University, an der er Sturgis Hooper Professor für Geologie ist. 
Hoffman befasste sich mit der Entwicklung der Erde im Präkambrium (sowohl die Plattentektonik, zum Beispiel die Folge der Superkontinentzyklen, als auch das Klima und Umweltbedingungen), wozu er ausgedehnte Feldstudien im Nordwesten Kanadas und in Südwestafrika (Namibia) unternahm. Er ist insbesondere für seinen zusammen mit Daniel Schrag und anderen verfassten Beitrag zur Hypothese vom Schneeball Erde bekannt.
Für seine wissenschaftliche Arbeit erhielt er zahlreiche Auszeichnungen, so 2009 die Wollaston-Medaille der Geological Society of London, die Henno Martin Medal der Geological Society of Namibia, die Miller Medal der Royal Society of Canada, die Logan Medal der Geological Association of Canada und 2010 die Walter H. Bucher Medal. 2001 erhielt er die Alfred Wegener Medal. Er ist Mitglied der Royal Society of Canada (seit 1982) und auswärtiges Mitglied der National Academy of Sciences (seit 1992) und der American Academy of Arts and Sciences (seit 1993). 2024 wurde er mit dem Kyoto-Preis ausgezeichnet.